# UAE Arabian Gulf League 2016/17
Die UAE Arabian Gulf League 2016/17 war die 43. Spielzeit der höchsten Fußballliga der Vereinigten Arabischen Emirate seit ihrer Gründung im Jahr 1973. Die Saison begann am 16. September 2016 und endete am 13. Mai 2017. Titelverteidiger war al-Ahli Dubai.

## Modus
Die Vereine spielten ein Doppelrundenturnier aus, womit sich insgesamt 26 Spiele pro Mannschaft ergaben. Es wurde nach der 3-Punkte-Regel gespielt (drei Punkte pro Sieg, ein Punkt pro Unentschieden). Die Tabelle wurde nach den folgenden Kriterien bestimmt:
1. Anzahl der erzielten Punkte
2. Anzahl der erzielten Punkte im direkten Vergleich
3. Tordifferenz im direkten Vergleich
4. Anzahl Auswärtstore im direkten Vergleich
5. Tordifferenz aus allen Spielen
6. Anzahl Tore in allen Spielen

Am Ende der Saison qualifizierten sich die beiden punktbesten Mannschaften und der Sieger des UAE President’s Cups für die Gruppenphase der AFC Champions League 2018. Der Drittplatzierte sollte in der Play-off-Runde der Champions League beginnen. Da dieser aber keine Lizenz erhielt, rückte der Ligavierte nach. Die zwei Vereine mit den wenigsten Punkten stiegen in die zweitklassige First Division League ab.

## Teilnehmer
Der Hatta Club kehrte nach achtjähriger Abstinenz als Meister der First Division League 2015/16 wieder zurück in die UAE Arabian Gulf League. Der zweite Aufsteiger, der al-Ittihad Kalba SC, schaffte nach seinem Abstieg 2015 den direkten Wiederaufstieg in die höchste Liga der Vereinigten Arabischen Emirate.
Die zwei Aufsteiger ersetzten die zwei letztplatzierten Vereine der Saison 2015/16, den al-Fujairah SC und al-Shaab. Al-Shaab musste nach nur einem Jahr und der al-Fujairah SC nach zwei Jahren in der UAE Arabian Gulf League wieder in die First Division League zurück.
| Verein              | Beheimatet in, Emirat          | Stadion                              |
| ------------------- | ------------------------------ | ------------------------------------ |
| al-Ahli Dubai       | Dubai, Dubai                   | al-Rashid Stadium                    |
| al Ain Club         | al-Ain, Abu Dhabi              | Hazza Bin Zayed Stadium              |
| al-Dhafra           | Madinat Zayed, Abu Dhabi       | al-Dhafra Stadium                    |
| al-Ittihad Kalba SC | Kalba, Schardscha              | Ittihad Kalba Club Stadium           |
| al-Jazira Club      | Abu Dhabi, Abu Dhabi           | al-Jazira-Mohammed-Bin-Zayed-Stadion |
| al-Nasr SC          | Dubai, Dubai                   | al-Maktoum Stadium                   |
| al-Schardscha       | Schardscha, Schardscha         | Sharjah Stadium                      |
| al Shabab           | Dubai, Dubai                   | Maktoum Bin Rashid Stadium           |
| al-Wahda            | Abu Dhabi, Abu Dhabi           | al-Nahyan-Stadion                    |
| al-Wasl             | Dubai, Dubai                   | Zabeel Stadium                       |
| Baniyas SC          | Abu Dhabi, Abu Dhabi           | Baniyas Stadium                      |
| Dibba al-Fujairah   | Fudschaira, Fudschaira         | Fujairah Stadium                     |
| Emirates Club       | Ra’s al-Chaima, Ra’s al-Chaima | Emirates Club Stadium                |
| Hatta Club          | Hatta, Dubai                   | Hamdan Bin Rashid Stadium            |

## Abschlusstabelle
| Pl. | Verein                  | Sp. | S  | U  | N  | Tore    | Diff. | Punkte |
| --- | ----------------------- | --- | -- | -- | -- | ------- | ----- | ------ |
| 1.  | al-Jazira Club (P)      | 26  | 22 | 2  | 2  | 072:150 | +57   | 68     |
| 2.  | al-Wasl                 | 26  | 17 | 6  | 3  | 055:260 | +29   | 57     |
| 3.  | al-Ahli Dubai (M)       | 26  | 16 | 8  | 2  | 050:180 | +32   | 56     |
| 4.  | al Ain Club             | 26  | 17 | 4  | 5  | 058:370 | +21   | 55     |
| 5.  | al-Wahda                | 26  | 10 | 9  | 7  | 054:400 | +14   | 39     |
| 6.  | al-Nasr SC              | 26  | 11 | 3  | 12 | 042:320 | +10   | 36     |
| 7.  | al-Dhafra               | 26  | 10 | 5  | 11 | 040:460 | −6    | 35     |
| 8.  | al Shabab               | 26  | 7  | 9  | 10 | 024:440 | −20   | 30     |
| 9.  | al-Schardscha           | 26  | 6  | 8  | 12 | 031:470 | −16   | 26     |
| 10. | Hatta Club (N)          | 26  | 6  | 7  | 13 | 024:470 | −23   | 25     |
| 11. | Dibba al-Fujairah Club  | 26  | 3  | 11 | 12 | 025:540 | −29   | 20     |
| 12. | Emirates Club           | 26  | 5  | 5  | 16 | 033:510 | −18   | 20     |
| 13. | al-Ittihad Kalba SC (N) | 26  | 4  | 7  | 15 | 030:440 | −14   | 19     |
| 14. | Baniyas SC              | 26  | 3  | 6  | 17 | 033:700 | −37   | 15     |

| Zum Saisonende 2016/17: |
| Meister der UAE Arabian Gulf League, Teilnahme an der Gruppenphase der AFC Champions League 2018 und an der FIFA-Klub-Weltmeisterschaft 2017 Teilnahme an der Gruppenphase der AFC Champions League 2018 Teilnahme an der Play-off-Runde zur AFC Champions League 2018 Pokalsieger und Teilnahme an der Gruppenphase der AFC Champions League 2018 Abstieg in die First Division League 2017/18 |

| Zum Saisonende 2015/16: |                                                                                    |
| (M)                     | Amtierender Meister: al-Ahli Dubai                                                 |
| (P)                     | Amtierender Pokalsieger: al-Jazira Club                                            |
| (N)                     | Aufsteiger aus der First Division League 2015/16: Hatta Club & al-Ittihad Kalba SC |

## Statistiken

### Kreuztabelle
Die Kreuztabelle stellt die Ergebnisse aller Spiele der regulären Saison dar. Die Heimmannschaft ist in der linken Spalte, die Gastmannschaft in der oberen Zeile aufgelistet.
| Saison 2016/17      | AHL | AIN | DHA | ITH | JAZ | NAS | SAD | SHA | WHA | WAS | BAN | DIB | EMI | HAT |
| al-Ahli Dubai       |     | 1:2 | 3:3 | 0:0 | 2:1 | 2:1 | 2:2 | 4:1 | 2:1 | 0:0 | 2:1 | 4:1 | 4:0 | 6:0 |
| al Ain Club         | 1:1 |     | 5:2 | 2:1 | 1:3 | 3:0 | 3:0 | 2:1 | 3:2 | 2:1 | 1:0 | 1:2 | 5:2 | 2:0 |
| al-Dhafra           | 0:2 | 1:2 |     | 2:1 | 0:4 | 2:4 | 0:0 | 3:0 | 0:3 | 1:1 | 0:1 | 5:0 | 2:1 | 4:3 |
| al-Ittihad Kalba SC | 1:1 | 1:2 | 1:2 |     | 0:3 | 1:5 | 0:0 | 1:2 | 3:4 | 0:1 | 1:1 | 3:2 | 2:1 | 1:1 |
| al-Jazira Club      | 2:0 | 2:0 | 4:0 | 1:0 |     | 1:0 | 3:0 | 3:0 | 5:1 | 3:1 | 5:0 | 2:0 | 5:0 | 1:0 |
| al-Nasr SC          | 0:1 | 1:2 | 2:2 | 2:1 | 2:0 |     | 1:0 | 0:1 | 3:0 | 1:2 | 2:2 | 4:0 | 1:0 | 1:2 |
| al-Schardscha       | 0:1 | 2:4 | 2:1 | 2:1 | 0:1 | 1:3 |     | 0:0 | 1:7 | 1:2 | 4:1 | 1:1 | 2:1 | 4:0 |
| al Shabab           | 0:0 | 1:3 | 1:0 | 0:4 | 3:7 | 0:4 | 2:1 |     | 1:1 | 0:0 | 2:0 | 0:0 | 0:4 | 1:1 |
| al-Wahda            | 1:2 | 1:1 | 0:0 | 1:1 | 1:1 | 5:1 | 5:1 | 1:1 |     | 1:2 | 3:0 | 2:2 | 0:0 | 3:2 |
| al-Wasl             | 0:0 | 4:2 | 4:1 | 1:1 | 2:3 | 2:1 | 2:0 | 2:1 | 2:1 |     | 4:0 | 8:0 | 1:1 | 4:1 |
| Baniyas SC          | 0:2 | 1:1 | 0:2 | 3:1 | 1:3 | 0:3 | 2:2 | 2:4 | 2:3 | 3:4 |     | 1:1 | 4:4 | 2:3 |
| Dibba al-Fujairah   | 0:2 | 2:2 | 2:3 | 0:1 | 0:3 | 0:0 | 2:2 | 1:1 | 1:2 | 0:2 | 4:3 |     | 0:0 | 0:0 |
| Emirates Club       | 0:3 | 3:2 | 0:3 | 3:2 | 1:1 | 1:0 | 2:3 | 0:1 | 1:2 | 1:2 | 6:0 | 0:2 |     | 0:2 |
| Hatta Club          | 0:3 | 2:3 | 0:1 | 2:1 | 0:5 | 1:0 | 0:0 | 0:0 | 0:0 | 0:1 | 0:1 | 2:2 | 2:1 |     |

### Torschützenliste
Bei gleicher Anzahl von Toren sind die Spieler alphabetisch sortiert.
| Platz                  | Nat                          | Spieler             | Mannschaft          | Tore |
| ---------------------- | ---------------------------- | ------------------- | ------------------- | ---- |
| 01                     | Vereinigte Arabische Emirate | Ali Mabkhout        | al-Jazira Club      | 33   |
| 02                     | Brasilien                    | Fábio Lima          | al-Wasl             | 25   |
| 03                     | Senegal                      | Makhete Diop        | al-Ahli Dubai       | 21   |
| 04                     | Argentinien                  | Sebastián Tagliabué | al-Wahda            | 19   |
| 05                     | Brasilien                    | Caio Canedo         | al-Wasl             | 14   |
| 06                     | Venezuela                    | Gelmin Rivas        | al-Schardscha       | 13   |
|                        | Argentinien                  | Sebastián Sáez      | Emirates Club       | 13   |
| 08                     | Brasilien                    | Caio Lucas          | al Ain Club         | 12   |
|                        | Vereinigte Arabische Emirate | Ahmed Khalil        | al-Ahli Dubai       | 12   |
| 10                     | Marokko                      | Mourad Batna        | Emirates Club       | 11   |
|                        | Brasilien                    | Ciel                | al-Ittihad Kalba SC | 11   |
| Stand: Ende der Saison |                              |                     |                     |      |

## Auszeichnungen
| Auszeichnung                                                  | Gewinner                         |
| ------------------------------------------------------------- | -------------------------------- |
| Local Player of the Year (Inländischer Spieler des Jahres)    | Ali Mabkhout (al-Jazira Club)    |
| Foreign Player of the Year (Ausländischer Spieler des Jahres) | Fábio Lima (al-Wasl)             |
| Best Goalkeeper (Torhüter des Jahres)                         | Ali Khasif (al-Jazira Club)      |
| Best Young Player (Junger Spieler des Jahres)                 | Khalfan Mubarak (al-Jazira Club) |
| Best Manager (Trainer des Jahres)                             | Cosmin Olăroiu (al-Ahli Dubai)   |